# Kielbaach
De Kielbaach (ook Kehlbach en Kielbach) is een waterloop in Luxemburg die zich in het stroomgebied van de Rijn bevindt. Ze ontspringt bij Kehlen (Luxemburgs: Kielen) waaraan ze haar naam dankt. De Kielbaach mondt uit in de Mamer in de gelijknamige gemeente Mamer nabij de Thillsmillen, een voormalige molen. Het water uit de Mamer stroomt vervolgens doorheen de Alzette, de Sûre, de Moezel en de Rijn.

## Externe link

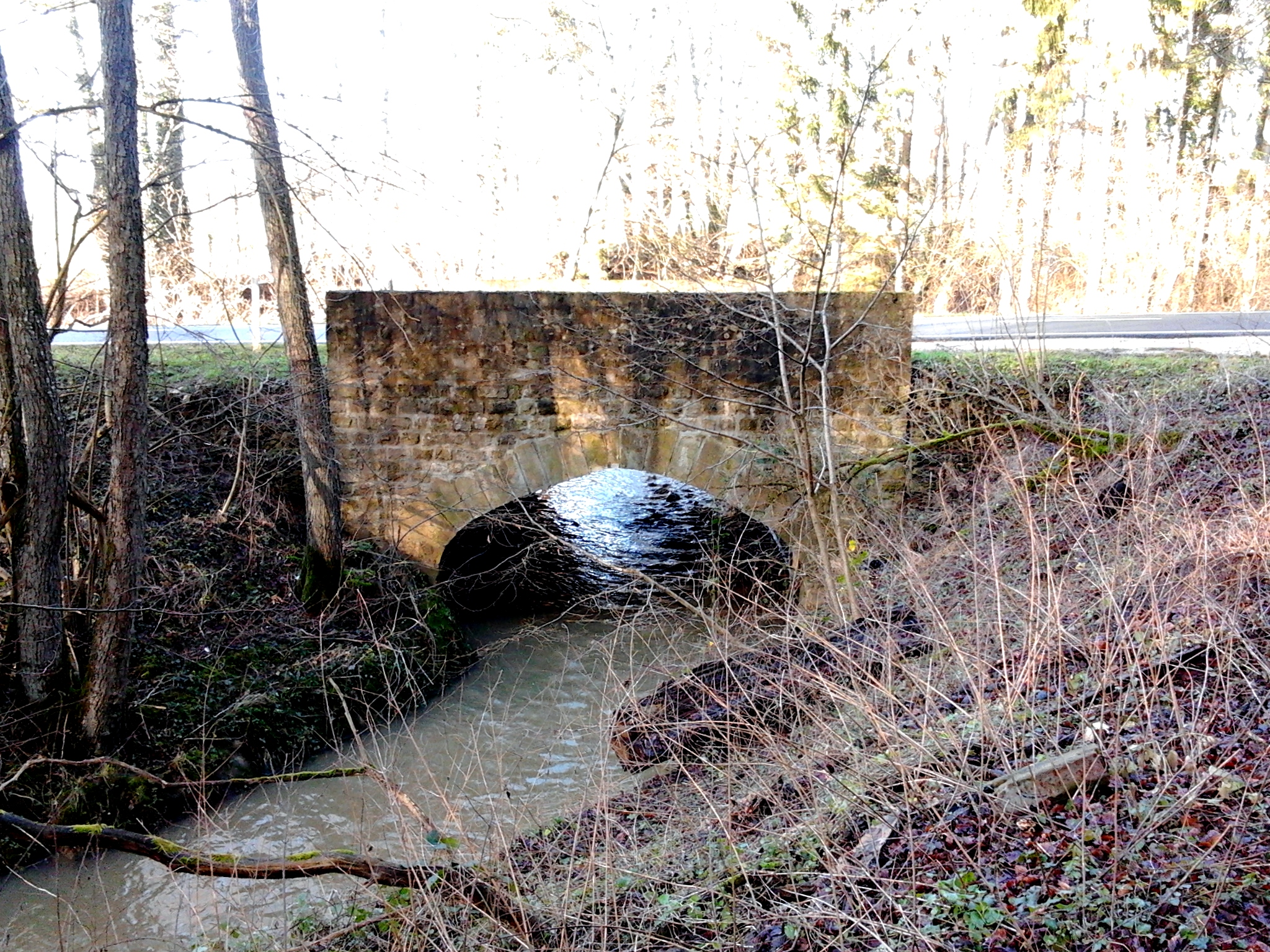
Brug van de autoweg CR102 over de Kielbaach ten noorden van Mamer.